# 1. etape af Tour de France 2010
Første etape af Tour de France 2010 var en 223,5 km lang flad etape. Den blev kørt søndag d. 4. juli fra Rotterdam til Bruxelles. Etapen var pandekageflad og en perfekt etape for sprinterkongerne og deres hold. Et udbrud med Lars Boom, Alan Pérez og Maarten Wijnants kørte fra hovedfeltet tidligt på etapen, men gruppen efter havde fuld kontrol på udbryderne gennem hele dagen og det gik mod en massespurt ind mod Bruxelles. Etapen var præget af et nervøst felt og rodet cykling, og desuden lidt for nærgående tilskuere. Omkring 55 kilometer fra mål fik feltet besøg af en hund som sendte flere ryttere i asfalten, blandt dem Giro-vinderen Ivan Basso.
Cirka 10 kilometer før mål blev udbryderne indhentet og hovedfeltet begyndte at positionere sig ind mod spurten. Et par kilometer før mål kom et skarp højresving som flere ryttere fik besvær med, mest af alle Mark Cavendish som kørte ind i en konkurrent og skabte et styrt som ramte blandt andet Óscar Freire. Omkring 900 meter før mål skete der et massestyrt i hovedfeltet med Fabian Cancellara og den gule førertrøje i centrum. Styrtet skabte en blokade mellem vejspærringerne som tog flere minutter om at blive opløst, men siden reglerne siger at alle ryttere som bliver ramt af styrt inden de sidste tre kilometer før mål skal have samme tid som vinderen, fik dette styrt ikke konsekvenser for den samlede stilling.
Blandt de ryttere som lå foran styrtet blev der draget op til skikkelig spurtkamp. Tyler Farrar, Thor Hushovd, Alessandro Petacchi, Edvald Boasson Hagen og Cavendishs leadoutman Mark Renshaw var alle med i finalen. Men dramatikken var ikke ovre. Lige før mål kørte Lloyd Mondory ind i Farrars baghjul. Mondory røg i asfalten, mens Farrar trådte videre med franskmandens cykel siddende fast i sin egen cykelramme. Foran indsatte Petacchi et ryk som rytterne efter ikke formåede at svare tilbage på, og italieneren kunne trille ind til sin femte Tour-sejr foran Renshaw og Hushovd.
- Etape: 1. etape
- Dato: 4. juli
- Længde: 223,5 km
- Danske resultater:

027. Jakob Fuglsang + 0.00
101. Nicki Sørensen + 0.00
118. Matti Breschel + 0.00
128. Brian Vandborg + 0.00
131. Chris Anker Sørensen + 0.00
- Gennemsnitshastighed: 43,3 km/t

## Pointspurter

### 1. sprint (Zeeland)
Efter 73 km
| Vinder | Lars Boom        | 6p |
| 2.     | Alan Pérez       | 4p |
| 3.     | Maarten Wijnants | 2p |

### 2. sprint (Putte)
Efter 149,5 km
| Vinder | Maarten Wijnants | 6p |
| 2.     | Alan Pérez       | 4p |
| 3.     | Lars Boom        | 2p |

### 3. sprint (Ekeren)
Efter 158,5 km
| Vinder | Alan Pérez       | 6p |
| 2.     | Lars Boom        | 4p |
| 3.     | Maarten Wijnants | 2p |

## Resultatliste
|    | Navn                | Land           | Hold                  | Tid     |
| -- | ------------------- | -------------- | --------------------- | ------- |
| 1  | Alessandro Petacchi | Italien        | Lampre-Farnese Vini   | 5:09.38 |
| 2  | Mark Renshaw        | Australien     | Team HTC-Columbia     | + 0.00  |
| 3  | Thor Hushovd        | Norge          | Cervélo TestTeam      | + 0.00  |
| 4  | Robbie McEwen       | Australien     | Team Katusha          | + 0.00  |
| 5  | Matthieu Ladagnous  | Frankrig       | Française des Jeux    | + 0.00  |
| 6  | Daniel Oss          | Italien        | Liquigas-Doimo        | + 0.00  |
| 7  | José Joaquín Rojas  | Spanien        | Caisse d'Epargne      | + 0.00  |
| 8  | Christian Knees     | Tyskland       | Team Milram           | + 0.00  |
| 9  | Rubén Pérez         | Spanien        | Euskaltel-Euskadi     | + 0.00  |
| 10 | Jürgen Roelandts    | Belgien        | Omega Pharma-Lotto    | + 0.00  |
| 11 | Sébastien Turgot    | Frankrig       | Bbox Bouygues Telecom | + 0.00  |
| 12 | Linus Gerdemann     | Tyskland       | Team Milram           | + 0.00  |
| 13 | Julien El Fares     | Frankrig       | Cofidis               | + 0.00  |
| 14 | Luke Roberts        | Australien     | Team Milram           | + 0.00  |
| 15 | Geraint Thomas      | Storbritannien | Team Sky              | + 0.00  |

## Manglende ryttere
- 125  Mathias Frank (BMC) stillede ikke til start.
- 213  Manuel Antonio Cardoso (FOT) stillede ikke til start.